# 영신고등학교 (대구)
영신고등학교(永信高等學校)는 대한민국 대구광역시 동구 봉무동에 있는 사립 고등학교이다.

## 학교 연혁
- 1946년 10월 17일 : 기농중학원으로 개교
- 1948년 2월 6일 : 영신중학원으로 개칭
- 1950년 4월 30일 : 영신중학원으로 설립인가를 얻음
- 1951년 6월 1일 : 신천동 교사로 이전
- 1954년 3월 16일 : 재단을 보강하고 영신교육재단으로 개칭
- 1955년 3월 15일 : 재단을 보강하고 고등학교 3학급 증설
- 1955년 9월 30일 : 본관(붉은 벽돌 3층 10교실)을 준공
- 1964년 2월 15일 : 학교 법인 영신교육재단으로 조직 변경 인가
- 1973년 10월 7일 : 강당 준공
- 1978년 10월 10일 : 별관 준공
- 1979년 1월 9일 : 고등학교 야간부 1학급 신설
- 1983년 9월 15일 : 야간부 폐지
- 1993년 4월 14일 : 별관 4층 증축 준공
- 2006년 1월 23일 : 현 교사 위치로 이전(봉무동)
- 2015년 9월 1일 : 제4대 박태운 교장 취임
- 2016년 2월 3일 : 졸업식, 졸업생 총 26,073명 배출

## 참고 자료
- 영신고등학교 - 한국교육학술정보원 학교알리미